# 西オーストラリア州副首相
西オーストラリア州副首相 (Deputy Premier of Western Australia) は、オーストラリア連邦西オーストラリア州の副首相である。

## 一覧
| №  | 氏名                     | 政党   | 就任          | 退任          |
| -- | ------------------------ | ------ | ------------- | ------------- |
|    | ウィリアム・アングウィン | 労働党 | 1924年4月16日 | 1927年4月30日 |
|    | ジョン・ウィルコック     | 労働党 | 1927年4月30日 | 1930年4月23日 |
|    | チャールズ・レイサム     | 国民党 | 1930年4月23日 | 1933年4月24日 |
|    | アリック・マッカラム     | 労働党 | 1933年4月24日 | 1935年3月16日 |
|    | ジョン・ウィルコック     | 労働党 | 1935年3月16日 | 1936年8月20日 |
|    | マイケル・トロイ         | 労働党 | 1936年8月27日 | 1939年4月21日 |
|    | ハリー・ミリントン       | 労働党 | 1939年4月21日 | 1943年12月9日 |
|    | フランク・ワイズ         | 労働党 | 1943年12月9日 | 1945年7月31日 |
|    | アルバート・ホーク       | 労働党 | 1945年7月31日 | 1947年4月1日  |
|    | アーサー・ワッツ         | 国民党 | 1947年4月1日  | 1953年2月23日 |
| 1  | ジョン・トンキン         | 労働党 | 1953年2月23日 | 1959年4月2日  |
| 2  | アーサー・ワッツ         | 国民党 | 1959年4月2日  | 1962年1月31日 |
| 3  | クロフォード・ナルダー   | 国民党 | 1962年2月1日  | 1971年3月3日  |
| 4  | ハーブ・グラハム         | 労働党 | 1971年3月3日  | 1973年5月30日 |
| 5  | アレグザンダー・テイラー | 労働党 | 1973年5月30日 | 1974年4月8日  |
| 6  | レイ・マクファーリン     | 国民党 | 1974年4月8日  | 1975年5月20日 |
| 7  | デス・オニール           | 自由党 | 1975年6月5日  | 1980年3月5日  |
| 8  | レイ・オコーナー         | 自由党 | 1980年3月5日  | 1982年1月25日 |
| 9  | シリル・ラシュトン       | 自由党 | 1982年1月25日 | 1983年2月25日 |
| 10 | マル・ブライス           | 労働党 | 1983年2月25日 | 1988年2月25日 |
| 11 | デイヴィッド・パーカー   | 労働党 | 1988年2月25日 | 1990年2月13日 |
| 12 | イアン・テイラー         | 労働党 | 1990年2月13日 | 1993年2月16日 |
| 13 | ヘンディ・カウアン       | 国民党 | 1993年2月16日 | 2001年2月16日 |
| 14 | エリック・リッパー       | 労働党 | 2001年2月16日 | 2008年9月23日 |
| 15 | キム・ハメス             | 自由党 | 2008年9月23日 | 2016年2月16日 |
| 16 | リザ・ハーヴェイ         | 自由党 | 2016年2月16日 | 2017年3月17日 |
| 17 | ロジャー・クック         | 労働党 | 2017年3月17日 | 2023年6月8日  |
| 18 | リタ・サフィオティ       | 労働党 | 2023年6月8日  | 現在          |